# Pycreus longivaginans
Pycreus longivaginans là loài thực vật có hoa trong họ Cói. Loài này được (Kük.) Cherm. miêu tả khoa học đầu tiên năm 1927 publ. 1828).